# Sander Koenen
Sander Koenen (Den Haag, 1980) is een Nederlandse journalist en schrijver.

## Loopbaan
Koenen studeerde journalistiek aan de Hogeschool Utrecht. Tot zijn opdrachtgevers behoren onder meer National Geographic, Quest en KIJK.
Met het artikel 'Kotsmisselijk in de ruimte', over onderzoek naar ruimteziekte bij het Centrum voor Mens en Luchtvaart (CML) in Soesterberg, werd hij in 2006 genomineerd voor de Glazen Griffioen, een aanmoedigingsprijs voor jong wetenschapsjournalistiek talent.
Koenen schreef diverse boeken, waaronder de biografieën van astronaut André Kuipers en oud-Commandant der Strijdkrachten Peter van Uhm.

## Bestseller 60
| Boeken met noteringen in de Nederlandse Bestseller 60 | Jaar van verschijnen | Datum van binnenkomst | Hoogste positie | Aantal weken | Opmerkingen                       |
| ----------------------------------------------------- | -------------------- | --------------------- | --------------- | ------------ | --------------------------------- |
| Droomvlucht. Het verhaal van astronaut André Kuipers  | 2012                 | 07-11-2012            | 44              | 2            | biografie over André Kuipers      |
| Peter van Uhm: ik koos het wapen                      | 2014                 | 08-10-2014            | 13              | 13           | biografie over Peter van Uhm      |
| De notities van een generaal                          | 2023                 | 11-10-2023            | 9               | 7            | in samenwerking met Peter van Uhm |

- Gemeinsame Normdatei: 1043863982
- International Standard Name Identifier: 0000 0003 9161 0615
- Library of Congress Control Number: n2014013682
- Nederlandse Thesaurus van Auteursnamen: 264832779
- Virtual International Authority File: 285511564
- WorldCat: E39PBJh4vwhrBdBJHRTGMBYHG3